# Jesús Bonals i Codina
Jesús Bonals i Codina (Balsareny 1943) novel·lista i traductor català, més conegut amb el pseudònim Raimon Esplugafreda en l'àmbit de la literatura juvenil. El 2015 s'ha estrenat com a novel·lista per a adults i signant com a Jesús Bonals.
És llicenciat en Ciències Físiques i ha treballat de professor de matemàtiques de secundària. Paral·lelament ha estat vicedegà i actualment tresorer del Col·legi Oficial de Doctors i Llicenciats de Catalunya i és secretari general del Consejo General de Colegios Oficiales de Doctores y Licenciados en Filosofía y Letras y en Ciencias de l'Estat espanyol. S'estrenà com a escriptor l'any 1981 sota el pseudònim de Raimon Esplugafreda, amb la novel·la juvenil Hem nedat a l'estany amb lluna plena, que va ser traduïda al castellà. Més endavant va publicar dues novel·les juvenils més : Potser aquesta nit a Cala Roja (1983), que va reescriure i tornà a publicà el 1994 amb el títol Uns ulls plens de mar, i el 1988 publicà Viatge a l'interior d'un gra d'arena. El 2015 publica la seva primer novel·la per a adults Concert per a la mà esquerra.

## Obra
Novel·la juvenil
Tota la novel·la juvenil ha sigut publicada sota el pseudònim de Raimon Esplugafreda.
- Hem nedat a l'estany amb lluna plena. Barcelona: Laia, 1981 (reeditat nombroses vegades i traduït al castellà).
- Potser aquesta nit a Cala Roja. Barcelona: Laia, 1983.
- Viatge a l'interior d'un gra d'arena. Barcelona: Laia, 1988.
- Uns Ulls plens de mar. Barcelona. Columna: Enciclopèdia Catalana, 1994.

Novel·la
- Concert per a la mà esquerra. Andorra la Vella: Andorra, 2015[4]